# Sbor dobrovolných hasičů Nové Veselí
Sbor dobrovolných hasičů Nové Veselí je sbor dobrovolných hasičů v obci Nové Veselí, které vzniklo v roce 1891.

## Historie
V deníku Josefa Vítka, zasloužilého člena hasičského sboru a mlynáře, je zaznamenáno v období od velkého požáru 1831 až do roku 1891 celkem 48 požárů. Díky tomu se roku 1891 ustanovil přípravný výbor, který podal sepsané stanovy požárního sboru obecní radě. Následně byla stanova 20. června 1891 schválena a 3. prosince 1891 byly schváleny i v Brně. Členy výboru byli učitel Bedřich Jerie, rolník Antonín Klusáček, rolník František Pazour a rolník František Stehlík. Firma R. A. následně dodala výstroj a výzbroj. Bylo vystavěno třípatrové leziště a Josef Ronovský učil jednotku spouštět se po provaze. Roku 1907 se jednalo o výstavbě hasičské zbrojnice, která však nebyla realizována.